# Hotter than Hell (canção de Dua Lipa)
"Hotter than Hell" é uma canção da cantora inglesa Dua Lipa, gravada para o seu álbum de estreia homônimo (2017). Foi composta pela própria intérprete com o auxílio de Gerard O'Connell, Tommy Baxter, Adam Midgley, sendo produzida por Stephen "Koz" Kozmeniuk com a produção adicional de Jay Reynolds. O seu lançamento ocorreu em 6 de maio de 2016, através da Dua Lipa Limited, junto com o seu videoclipe lançado no mesmo dia, servindo como o quarto single do disco.

## Videoclipe
O videoclipe oficial saiu no mesmo dia que a música foi lançada e foi gravado em Londres e apresenta Dua Lipa junto de várias pessoas em um ambiente escuro e úmido.

## Desempenho nas tabelas musicais

### Posições
| Tabela musical (2016)                         | Melhor posição |
| --------------------------------------------- | -------------- |
| Alemanha (Media Control Charts)               | 71             |
| Austrália (ARIA Charts)                       | 17             |
| Áustria (Ö3 Austria Top 40)                   | 65             |
| Bélgica (Ultratop 50 de Flandres)             | 20             |
| Bélgica (Ultratop 40 da Valônia)              | 34             |
| Finlândia (IFPI Finlândia)                    | 46             |
| Escócia (The Official Charts Company)         | 6              |
| Eslováquia (IFPI Slovenská Republika)         | 92             |
| México (Mexico Ingles Airplay)                | 7              |
| Nova Zelândia (NZ Top 10 Heatseekers Singles) | 5              |
| Países Baixos (MegaCharts)                    | 32             |
| Polónia (Związek Producentów Audio Video)     | 48             |
| Reino Unido (UK Singles Chart)                | 14             |
| Chéquia (IFPI Česká Republika)                | 96             |
| Roménia (Airplay 100)                         | 46             |
| Suécia (Sverigetopplistan)                    | 44             |
| União Europeia (Euro Digital Songs)           | 13             |

### Certificações
| País (Empresa)    | Certificação |
| ----------------- | ------------ |
| Austrália (ARIA)  | Ouro         |
| Reino Unido (BPI) | Prata        |

## Histórico de lançamento
| País           | Data                | Formato           | Gravadora        |
| -------------- | ------------------- | ----------------- | ---------------- |
| Alemanha       | 6 de maio de 2016   | Download digital  | Vertigo Capitol  |
| Estados Unidos | 6 de maio de 2016   | Download digital  | Dua Lipa Limited |
| Reino Unido    | 6 de maio de 2016   | Download digital  | Dua Lipa Limited |
| Suécia         | 6 de maio de 2016   | Download digital  | Dua Lipa Limited |
| Reino Unido    | 20 de maio de 2016  | Rádios mainstream | Dua Lipa Limited |
| Itália         | 10 de junho de 2016 | Rádios mainstream | Warner           |